# Сунцокрет
Сунцокрет (лат. Helianthus annuus) је једногодишња биљка, чије ботаничко име Heliantus потиче од грчких речи (грч. helios — сунце и грч. anthos — цвет) из породице је главочика (Asteraceae).

## Опис биљке
Сунцокрет је највећа биљка из породице главочика и рода Heliantus. Корен му је чупав и влакнаст, састављен од мноштва малих коренчића. Корен му може продрети и до 3 метра у дубину. Због корена и способности да упија воду и штетне материје, сунцокрет се често користи за исушивање мочварног и чишћење загађеног земљишта (отпадних вода, олова и радиоактивних материја. Стабло је висине 50–250 cm. Највише забележено стабло сунцокрета је имало 9,17 m. Стабло је различитог степена разгранатости; листови крупни, прости, груби, храпави, често покривени тврдим длакама, са дугом дршком, наспрамни или наизменични. Цветови-крунице врло крупни, на дугим дршкама, од више редова најчешће жуто обојених листића, а цветно дно је најчешће равно, ређе мало испупчено.
Диск цвета је спирално уређен. Генерално, сваки цвет (флорет) је приближно исто оријентисан према следећем под златним углом, 137,5°, чиме се формира шаблон међусобно повезаних спирала, при чему су број левих спирала и број десних спирала сукцесивни Фибоначијеви бројеви. Типично, постоје 34 спирале у једном смеру и 55 у другом; међутим, у веома великим сунцокретним главама може да буде 89 у једном смеру и 144 у другом. Овај патерн производи најефикасније математички могуће паковање семена унутар цветне главе.

### Хелиотропизам
Уобичајена заблуда је да цветне главе сунцокрета прате Сунце преко неба. Иако незрели цветни пупољци показују ово понашање, зреле цветне главице су током дана усмерене у фиксном (и типично источном) правцу. Ову стару заблуду оспорио је 1597. године енглески ботаничар Џон Џерард, који је узгајао сунцокрет у својој чувеној биљној башти: „[неки] су пријавили да се окреће са Сунцем, што никада нисам могао да приметим, иако сам настојао да сазнам истину.” Уједначено уређање глава сунцокрета у пољу могло би код неких људи створити лажни утисак да цвеће прати Сунце.
Ово поравнање је резултат хелиотропизма у ранијој фази развоја, фази младог цвета, пре пуне зрелости цветних главица (антеза). Млади сунцокрети се оријентишу у правцу сунца. У зору је глава цвета окренута ка истоку и помера се на запад током дана. Када сунцокрети достигну пуну зрелост, они више не прате сунце, већ су стално окренути ка истоку. Младо цвеће се преко ноћи преоријентише ка истоку у ишчекивању јутра. Њихово хелиотропно кретање је циркадијални ритам, синхронизован са сунцем, који се наставља ако сунце нестане у облачним данима или ако се биљке премештају на сталну светлост. Оне су у стању да регулишу свој циркадијални ритам као одговор на плаво светло које емитује извор светлости. Ако се биљка сунцокрета у фази пупољака окрене за 180°, пупољак ће се неколико дана окретати од сунца, јер је потребно време за поновну синхронизацију са сунцем.

## Порекло
Сунцокрет потиче из југозападног дела Америке, Перуа и Мексика. Постоје подаци да се сунцокрет узгајао пре 3.000 година од стране северноамеричких Индијанаца, који су млели семе у брашно и додавали хлебу или правили уље.
Маје су поштовали сунцокрет као симбол светлости и плодности. Такође су правили чај од латица и јели семе.
Почетком 16. века мисионари су га пренели из Америке у Европу и већ у 17. веку се његово узгајање проширило читавом Европом.

## Распрострањеност
У Немачкој се сунцокрет највише почео узгајати током Другог светског рата а данас се највише гаји у Русији, Француској и Јужној Европи.

### Продукција
| Производња семена сунцокрета — 2020 | Производња семена сунцокрета — 2020 |
| Земља                               | (Милиона тона)                      |
| ----------------------------------- | ----------------------------------- |
| Русија                              | 13,3                                |
| Украјина                            | 13,1                                |
| Аргентина                           | 3,2                                 |
| Кина                                | 2,4                                 |
| Румунија                            | 2,2                                 |
| Турска                              | 2,1                                 |
| Сједињене Државе                    | 1,4                                 |
| World                               | 50,2                                |
| Извор: FAOSTAT из Сједињених Држава |                                     |

У 2020. светска производња семена сунцокрета износила је 50 милиона тона, предвођена Русијом и Украјином са 53% укупно (табела).

### Употреба ђубрива
Истраживачи су анализирали утицај различитих ђубрива на бази азота на раст сунцокрета. Утврђено је да амонијум нитрат производи бољу апсорпцију азота од урее, што је делотворније у областима са ниским температурама.

### Производња у Бразилу
У Бразилу се користи јединствени систем производње који се назива систем соја-сунцокрет: прво се сади сунцокрет, а затим следи усев соје, смањујући периоде мировања и повећавајући укупну производњу и профитабилност сунцокрета. Сунцокрет се обично сади у крајњим јужним или северним регионима земље. Често се у јужним крајевима сунцокрет гаји на почетку кишне сезоне, а соја се потом може садити у лето. Истраживачи су закључили да би метод плантаже соја-сунцокрет могао бити додатно побољшан кроз промене у употреби ђубрива. Показало се да тренутни метод има позитивне утицаје на животну средину.

### Хибриди и сорте
На данашњем тржишту, већина семена сунцокрета које фармери дају или узгајају су хибриди. Хибриди или хибридизовани сунцокрети се производе укрштањем различитих типова и врста, на пример култивисаног сунцокрета са дивљим врстама. На тај начин се добијају нове генетске рекомбинације које на крају доводе до производње нових хибридних врста. Ове хибридне врсте генерално имају већу способност и имају својства или карактеристике које фармери траже, као што је отпорност на патогене.
Хибрид, Helianthus annuus dwarf2 не садржи хормон гиберелин и не показује хелиотропно понашање. Биљке третиране спољном применом хормона показују привремену обнову обрасца раста издужења. Овај образац раста се смањује за 35% 7—14 дана након завршног третмана.
Хибридни мушки стерилни и мушки плодни цветови који показују хетерогеност имају малу посећеност пчела. Сензорни знаци као што су мирис полена, пречник главе семена и висина могу утицати на посету опрашивача који показују константне обрасце понашања.

## Храњење птица зими
Сунцокрет је најважнија врста семена које се користи за зимско прехрањивање ситних птица у хранилицама за птице. Радо га једу и птице које се увек хране семењем (зелентарка, зеба) као и оне које се лети хране инсектима (велика сеница, бргљез). Важно је увек користити неслани сунцокрет.

## Галерија
- Пчела скупља мед
- Сунцокрет висок 2 m
- Клица сунцокрета стар 3 дана
- Сунцокрет и пчела
- Сунцокрет (Фра:Tournesol) са MediaWiki logo
- Холандија
- Поље сунцокрета у Срему, Србија
- Поље сунцокрета у Мачви, Србија
- Поље сунцокрета у Швајцарској
- Ботаничка башта у Ванкуверу, Сунцокрети
- Сазрела глава сунцокрета
- Сунцокрет
- Семе сунцокрета